# 崔西·惠特利
崔西·惠特利（Trixie Whitley，1987年6月24日—），比利時裔美國多重器樂演奏家。崔西·惠特利於1987年生於比利時根特，1歲時便隨母親移居美國紐約；作為歌手作曲家克里斯·惠特利的女兒，她跟隨著父親開始自己的音樂生涯，並錄製了幾張專輯。惠特利發布了三個獨奏EP，同時為樂團“黑色音軌”（Black Dub）的成員，並在其首張同名專輯中擔任主唱。

## 作品

### 專輯
以Trixie Whitley名義
- Strong Blood – EP (2008)
- The Engine – EP (2009)
- Live at Rockwood Music Hall – EP (2011)
- Fourth Corner (2013)
- Porta Bohemica (2015)

黑色音軌
- Black Dub (album)（英语：Black Dub (album)） (2010)

與Chris Whitley名義
- Terra Incognita (1997)
- Rocket House (2001)
- Pigs Will Fly (soundtrack) with Warner Poland and Kai-Uwe Kohlschmidt (2003)
- Soft Dangerous Shores (2005)

### 單曲
- Need Your Love(2013)
- Soft Spoken Words (2015)

## 外部連結
- 官方网站  （英文）
- YouTube上的崔西·惠特利頻道